# Physcomitrium langloisii
Physcomitrium langloisii là một loài Rêu trong họ Funariaceae. Loài này được (Renauld & Cardot) Kindb. mô tả khoa học đầu tiên năm 1897.